# درخشنده ابرومخملی
درخشنده ابرومخملی (نام علمی: Heliodoxa xanthogonys) نام یک گونه از سرده خورشیدرخشان‌ها است.